# Mingus Mingus Mingus Mingus Mingus
Mingus Mingus Mingus Mingus Mingus ist ein Jazz-Album von Charles Mingus, das 1963 in großer Besetzung in zwei Sessions (Januar und September) aufgenommen und Anfang 1964 veröffentlicht wurde. Die erste Session fand zeitgleich mit den Aufnahmen zu Mingus’ Meisterwerk The Black Saint and the Sinner Lady statt. Das Album präsentiert eine Mischung aus Originalkompositionen von Mingus sowie Neuinterpretationen einiger seiner früheren Stücke. Es zeichnet sich durch eine beeindruckende Vielfalt an Stilen und Einflüssen aus, darunter Bebop, Hard Bop, Blues und sogar Elemente des Avantgarde-Jazz.
Die musikalische Bandbreite auf „Mingus Mingus Mingus Mingus Mingus“ reicht von energetischen, mitreißenden Stücken wie „Better Git It in Your Soul“ bis hin zu einfühlsamen und lyrischen Kompositionen wie „Mood Indigo“.

## Titelliste
Bis auf Mood Indigo stammen alle Kompositionen von Charles Mingus.
Seite 1
1. II B.S. – 4:43
2. I X Love – 7:00
3. Celia – 6.10
4. Mood Indigo (Duke Ellington, Barney Bigard) – 4:37

Seite 2
1. Better Get Hit In Yo’ Soul – 6:30
2. Theme For Lester Young – 5:36
3. Hora Decubitus – 4:40

Bonustrack (CD)
1. Freedom – 5:10

## Die Kompositionen
II B.S. – Mingus meint to B.S. im Sinne von „gewidmet B.S.“, wobei B.S. für „Bullshit“ (auf Deutsch in etwa: „Bockmist“) steht. Die Hauptsolisten sind Booker Ervin und Jaki Byard. Das Stück steht musikalisch in enger Beziehung zu Haitian Fight Song von 1955, hat jedoch ein deutlich höheres Tempo.
I X Love bedeutet sowohl Meine Ex-Liebe als auch eine Liebe, die ich beendete, die ich „aus-x-te“. Der Titel ist eine Weiterentwicklung von Nouroog (auch Neuroog) von 1957. Er soll Mingus’ Emotionen in Erinnerung an eine junge Frau ausdrücken.
Celia, eine der klassischen Mingus-Kompositionen, ist ein Porträt von Mingus’ Ex-Frau Celia Nielson. Hauptsolist ist der Altsaxophonist Charlie Mariano. Er spielt es im Stile von Johnny Hodges: Mingus hat das Porträt im Geiste Duke Ellingtons geschrieben. Quentin Jackson übernimmt in seinem Part die Rolle des Ellington-Posaunisten Lawrence Brown.
Mood Indigo wurde als einziges Werk der Platte nicht von Mingus selber verfasst, sondern von Duke Ellington, Irving Mills und Barney Bigard (1931). Hier drückt Charles Mingus seine Verehrung für Duke Ellington aus, dessen erster populärer Song dies war. Mingus belässt diesen Jazz-Klassiker in der Originalfassung.
Better Get Hit In Yo’ Soul im 6/8-Takt ist ein typisches Beispiel für den Gospel-beeinflussten Mingus Sound: „Das Stück dampft, kocht und zischt regelrecht. Mingus feuert die Band durch Zurufe an, und es ist ein Vergnügen zu hören, wenn die Band zum Schluss in ein Two-Beat-Feeling zurückkehrt.“ (zit. nach Weber/Filtgen)
Theme For Lester Young, besser bekannt unter dem Namen Goodbye Pork Pie Hat hatte Mingus in der Nacht während eines Konzertes im New Yorker Half Note-Club entwickelt, als er vom Tod des von ihm bewunderten Tenorsaxophonisten erfuhr. „Wenn ich nur ein Wort hätte, um ihn zu beschreiben, wäre das Sensibilität. Er thronte über allen anderen Musikern, aber er tat dies nicht wie ein Gorilla“, schreibt Mingus in den Liner Notes (zit. nach Nat Hentoff). Diese Sensibilität soll das Solo von Booker Ervin reflektieren.
Hora Decubitus (lateinisch Bettzeit) – Die Ursprünge dieser Komposition liegen in Mingus’ Erinnerung an die Musik der Savoy Sultans in den 1940er Jahren. Es enthält Soli von Booker Ervin, Eric Dolphy und Richard Williams und trägt deutliche Züge der Mingus-Komposition E’s Flat, Ah’s Flat Too.
Alle Arrangements der Platte hat Bob Hammer geschaffen. Die Titel 2 und 3 wurden am 20. Januar 1963, die restlichen Titel Stücke am 20. September 1963 aufgenommen. Auf der LP wurde fälschlicherweise angegeben, dass Stück 5 von der Januar-Session stammt.
Auf der CD ist zusätzlich als 8. Stück noch eine Fassung von Freedom veröffentlicht, auf der Mingus auch den Text rezitiert. Dieses Stück, auch auf dem Album Epitaph, erschien ursprünglich auf der Impulse!-Sammel-LP The Definite Jazz Scene, Vol. 1 (AS 99). In der September-Session wurde zusätzlich auch Ellingtons Take the A-Train aufgenommen, bisher aber nicht veröffentlicht.

## Rezeption
Die deutschsprachige Ausgabe des Magazins Rolling Stone  wählte das Album 2013 in der Auswahl der 100 besten Jazz-Alben auf Platz 80.
Pitchfork führt Mingus Mingus Mingus Mingus Mingus auf Platz 108 der 200 besten Alben der 1960er Jahre.